# Pedro Jaro
Pedro Luis Jaro Reguero (22 de febrero de 1963, Madrid, España) es un exfutbolista y entrenador español.

## Trayectoria
Inició su carrera como guardameta en las filas del madrileño Club Deportivo Colonia Moscardó. En 1982, con 19 años, fichó por el Cádiz CF, por entonces en la Segunda división española. En su primer año en Cádiz logró el ascenso a Primera división española, aunque Jaro apenas dispuso de oportunidades para jugar. La siguiente temporada se mantuvo como tercer portero suplente, por detrás de Claudio Silva y Andoni Cedrún. Aun así, el técnico Benito Joanet le dio la oportunidad de debutar en la Primera división española siendo ya la última jornada del campeonato, cuando ya se había consumado el descenso del Cádiz CF. Fue el 29 de abril de 1984, en un partido contra el Real Club Deportivo Mallorca.
Jaro logró hacerse con la titularidad del marco cadista la temporada 1984/85, en la que el equipo logró regresar a Primera división española. Jaro defendió la portería del Cádiz CF durante tres temporadas consecutivas en la máxima categoría, aunque en la campaña 1986/87 se vio relegado a la suplencia por Bermell. La temporada 1987/88, con Jaro en la portería, el Cádiz CF realizó su mejor campaña en la Primera división española, terminando 12º.
El verano de 1988, tras seis años en Cádiz, Jaro fichó por el CD Málaga. Defendió como titular la portería malaguista durante dos años. La campaña 1989/90 el Málaga jugó una agónica promoción de permanencia contra el Real Club Deportivo Español de Barcelona, que se decidió en la tanda de penaltis. Y aunque Jaro detuvo dos lanzamientos, su equipo acabó perdiendo la categoría. Sin embargo, sus buenas actuaciones en el club malaguista no habían pasado desapercibidas para los equipos grandes y poco después Jaro oficializaba su incorporación al Real Madrid CF, que por entonces era el vigente campeón de la Liga española de fútbol.
En el equipo blanco permaneció cuatro temporadas, aunque nunca pudo desbancar de la titularidad a Paco Buyo. Además, su estancia el Real Madrid CF coincidió con un período de sequía en el club, que sólo conquistó una Supercopa de España (1990), una Copa del Rey (1993) y una Copa Iberoamericana en su última temporada (1993/1994).
El verano de 1994, tras pasar un año en blanco, Jaro fichó por el Real Betis Balompié, donde volvió a jugar como titular. En su primera temporada el club verdiblanco terminó la Liga española de fútbol en tercera posición y Jaro ganó el Trofeo Zamora al ser el guardamenta menos goleado de la competición. La campaña 1996/97 Jaro perdió la titularidad en beneficio de Toni Prats. Sin embargo, el técnico Lorenzo Serra Ferrer le confió la titularidad en la final de Copa del Rey de esa misma temporada, que el Real Betis Balompié disputó contra el FC Barcelona. A pesar de acariciar el título, los béticos finalmente cayeron 3-2 en la prórroga.
Pocas semanas después, Pedro Jaro, que por entonces tenía 34 años, decidió regresar a Madrid para incorporarse al Club Atlético de Madrid. Tras dos años como suplente de José Francisco Molina, colgó los guantes.
Tras retirarse como jugador profesional, ejerció de entrenador de porteros en el club rojiblanco. Luego, desempeñó el mismo cargo en las categorías inferiores de la Selección de fútbol de España y del Real Madrid CF. En 1995 pasó a entrenar a los porteros del primer equipo madridista, cargo que desempeñó hasta la llegada de Manuel Pellegrini al conjunto blanco. En 2010, Jaro pasa a formar parte del cuerpo técnico del Dnipro ucraniano, junto a Juande Ramos, al que acompañó en 2016 a su antiguo club, el Málaga.
Desde el verano de 2016 hasta el de 2021 fue preparador de porteros de la selección de fútbol de Ucrania.

## Clubes
| Club                            | País   | Año        |
| ------------------------------- | ------ | ---------- |
| Club Deportivo Colonia Moscardó | España | 1981 -1983 |
| Cádiz CF                        | España | 1983-1988  |
| CD Málaga                       | España | 1988-1990  |
| Real Madrid CF                  | España | 1990-1994  |
| Real Betis Balompié             | España | 1994-1997  |
| Club Atlético de Madrid         | España | 1997-1999  |

## Palmarés

### Campeonatos nacionales e internacionales
| Título              | Club           | País          | Año  |
| ------------------- | -------------- | ------------- | ---- |
| Supercopa de España | Real Madrid CF | España        | 1990 |
| Copa del Rey        | Real Madrid CF | España        | 1993 |
| Copa Iberoamericana | Real Madrid CF | Internacional | 1994 |

### Distinciones individuales
| Distinción    | Club       | Año  |
| ------------- | ---------- | ---- |
| Trofeo Zamora | Real Betis | 1995 |